# 15716 Narahara
15716 Narahara este un asteroid din centura principală de asteroizi.

## Descriere
15716 Narahara este un asteroid din centura principală de asteroizi. A fost descoperit pe 29 noiembrie 1989 la Kitami de Atsushi Takahashi și Kazuro Watanabe. Asteroidul prezintă o orbită caracterizată de o semiaxă mare de 2,77 ua, o excentricitate de 0,19 și o înclinație de 15,2° în raport cu ecliptica.